# Olof Jägerskiöld
Edvard Olof Hising Jägerskiöld, född 9 maj 1906 i Göteborgs Masthuggs församling, Göteborg, död 10 september 1986 i Adolf Fredriks församling, Stockholm
, var en svensk arkivarie. 

## Biografi
Olof Jägerskiöld föddes 1906 i Göteborgs Masthuggs församling, Göteborg. Han var son till Leonard Jägerskiöld och Sylvia Margareta Vivika Hisinger.
Jägerskiöld var docent i historia i Uppsala universitet med specialitet på svenskt 1700-tal. Han arbetade största delen av sitt liv på Riksarkivet som arkivarie och arkivråd. Han var ansvarig för nybyggnaden och flytten till den nuvarande byggnaden i Fredhäll och omorganisationen av arkiven till mikrofilm. Böcker som han skrivit är Hovet och författningsfrågan 1943, Lovisa Ulrika 1945, Den svenska utrikespolitikens historia 1957. Han publicerade också artiklar i Svensk biografiskt lexikon och andra uppslagsböcker.

### Familj
Jägerskiöld gifte sig 12 mars 1938 i Mjölby med friherrinnan Märta Ehrenkrona (1905–1992), dotter till Carl Erik Hjalmar Ehrenkrona och Signe Emmy Andrea Westman. De fick tillsammans barnen Helena Jägerskiöld (född 1939), Elisabeth Jägerskiöld (född 1942) och Louise Jägerskiöld (född 1944).